# Атлет (фільм, 2019)
«Атлет» (яп. Athlete: Ore ga Kare ni Oboreta Hibi) або (アスリート～俺が彼に溺れた日々～) — японський фільм 2019 року, режисера Такамаса Ое. Прем'єра відбулася на 28-му фестивалі Rainbow Reel Tokyo.

## У ролях
- Джо Накамура — Кохей Кайдо
- Йодді Кондо — Ютака "Юта" Імаізумі
- Йошіакі Умегакі — Присцила
- Рейна Тасакі — Мізуна Каїдо
- Фуміхіко Накамура — Атсуші
- Рай Мінамото — Мімоза
- Флора Міва — Рінка